# Amphicnephes stellatus
Amphicnephes stellatus är en tvåvingeart som beskrevs av Wulp 1899. Amphicnephes stellatus ingår i släktet Amphicnephes och familjen bredmunsflugor. Inga underarter finns listade i Catalogue of Life.